# Élection présidentielle islandaise de 1952
L'élection présidentielle islandaise de 1952 vise à élire le président de l'Islande. Ásgeir Ásgeirsson a remporté cette élection.

## Résultats du vote par circonscription

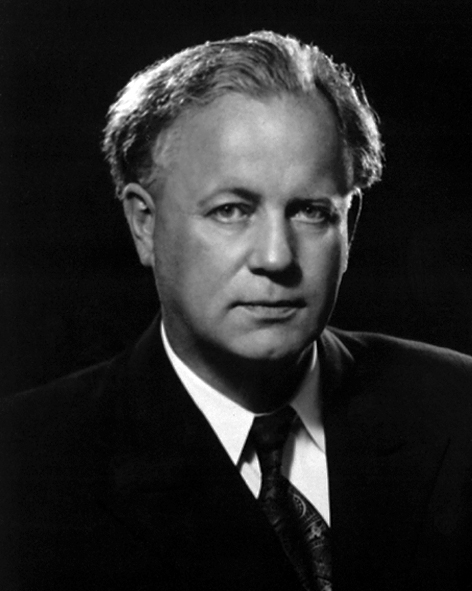
Ásgeir Ásgeirsson, élu président de l'Islande en 1952

|                   | Reykjavik | Suðurnes | Vesturland | Vestfirðir | Norðurland vestra | Norðurland eystra | Austurland | Suðurland | Total  | Exprimés |
| ----------------- | --------- | -------- | ---------- | ---------- | ----------------- | ----------------- | ---------- | --------- | ------ | -------- |
| Ásgeir Ásgeirsson | 52 %      | 55,5 %   | 45,3 %     | 59 %       | 38,7 %            | 46,3 %            | 31,8 %     | 37,1 %    | 48,3 % | 32 924   |
| Bjarni Jónsson    | 40,9 %    | 39,6 %   | 50,1 %     | 39 %       | 56,6 %            | 50,8 %            | 62,1 %     | 49,7 %    | 45,5 % | 31 045   |
| Gísli Sveinsson   | 7,1 %     | 4,9 %    | 4,6 %      | 2 %        | 4,7 %             | 2,9 %             | 6,1 %      | 13,2 %    | 6,2 %  | 4 255    |
| Total             | 100 %     | 100 %    | 100 %      | 100 %      | 100 %             | 100 %             | 100 %      | 100 %     | 100 %  | 68 224   |

## Sources
L'ensemble des données présentées ainsi que leur consolidation sont issues du service national islandais de statistiques.